# Charles Mangin
Charles Marie Emmanuel Mangin (Sarrebourg, 6 de julio de 1866 - París, 12 de mayo de 1925) fue un general francés durante la I Guerra Mundial. También conocido como El carnicero, fue herido tres veces en África antes de la guerra.
Egresado de la Escuela Militar de Saint-Cyr, su carrera previa a la Primera Guerra Mundial se desarrolló casi totalmente en África, con una instancia intermedia en Indochina. Fue lugarteniente de Jean-Baptiste Marchand en la marcha hacia Fachoda (1898) y, tras largos periodos en Senegal y en el Sudán francés, comandó una brigada en Marruecos (1911-1913).
Durante la Guerra Mundial será bien conocido por la temeridad con que arriesgaba la vida de sus hombres. De algún modo, el tiempo pasado en África le había convencido, a su entender, que los africanos tenían un umbral de resistencia al dolor mayor que el de los europeos y, allí donde era posible, utilizaba a los soldados africanos para la primera oleada de un ataque. Se decía que, después de la guerra, era el único general francés que podía pararse en la esquina de una calle de París con su uniforme de gala sin que se le acercara un solo veterano a estrecharle la mano. Cabe decir, en su descargo, que Mangin no pedía a sus hombres nada que no hiciera él mismo. Con 50 años, dirigía las cargas personalmente y rara vez atacaba hasta no haber preparado cada detalle con meticulosidad.

## Papel en la ofensiva de Verdún
El 24 de septiembre de 1916, en la Batalla de Verdún, las tropas francesas del general Charles Mangin avanzaron a lo largo de un frente de seis kilómetros y reconquistaron Douaumont y Thiaumont. Con esta reanudación de la ofensiva francesa, los alemanes perdieron su última esperanza de superar a los aliados en el frente de Verdún. Los ataques franceses continuaron durante el mes de octubre y los alemanes evacuaron Vaux en noviembre. A finales de ese año, los franceses habían reconquistado la mayoría de las posiciones que habían tenido que abandonar en febrero.
Gran adversario de Pétain y partidario de los métodos del general Nivelle, al mando del VI Ejército sufre el descalabro del Chemin des Dames (1917). Ello hace que sea postergado hasta que, en 1918,
Georges Clemenceau lo hace salir del ostracismo y se le confiere el mando del X Ejército. A su frente dirige el ataque a Villers-Cotterêts y llega hasta la frontera alemana.
Junto a Fayolle fue jefe de las fuerzas francesas durante la ocupación de Renania, estableciendo su cuartel general en Maguncia. Para los alemanes fue el representante de una política de ocupación infamante, marcada por la presencia de tropas de color en su territorio. Por ello, cuando ocuparon París tras el desastre de 1940, una de sus primeras medidas será desmantelar el monumento allí erigido al general Mangin. Al finalizar la Segunda Guerra Mundial, dicho monumento será reconstruido.

## Escándalos

General Charles Mangin durante su recepción en Montevideo, Uruguay

El caso de Maurice Picard es un ejemplo de cómo el general Mangin ordenó la ejecución de soldados inocentes. Picard era un soldado francés que fue acusado de cobardía y fusilado en 1917. Picard siempre negó las acusaciones, pero fue juzgado y condenado a muerte. Su viuda, Hélène Picard, siempre creyó en la inocencia de su marido y dedicó su vida a luchar por su rehabilitación. En 1934, finalmente logró que se reabriese el caso y que Picard fuese absuelto y rehabilitado. El caso de Maurice Picard ayudó a revelar las fallas del general Mangin como comandante de campo. Mangin fue acusado de ser cruel y despiadado, y de haber ordenado la ejecución de soldados inocentes.